# Schistonota
 (janvier 2023).
Sous-ordre
Les Schistonota sont un sous-ordre d'éphémères.

## Description
L'une des différences entre ce sous-ordre et son groupe frère, le sous-ordre des Pannota, concerne le degré de fusion des coussinets alaires chez la nymphe de stade final. Chez les espèces du sous-ordre des Schistonota, le degré de fusion le long du mésothorax est supérieur à la moitié de la longueur de l'aile antérieure tandis que pour celles du sous-ordre des Pannota, le degré de fusion est inférieur à la moitié de cette longueur. D'autres différences entre les deux groupes incluent la morphologie des branchies ainsi que des différences de comportement. Les nymphes de Schistonota sont principalement des nageurs, des fouisseurs ou des rampants actifs, tandis que les nymphes de Pannota sont des rampants plus passives et lentes.

## Liste des super-familles
Les super-familles suivantes sont reconnues :

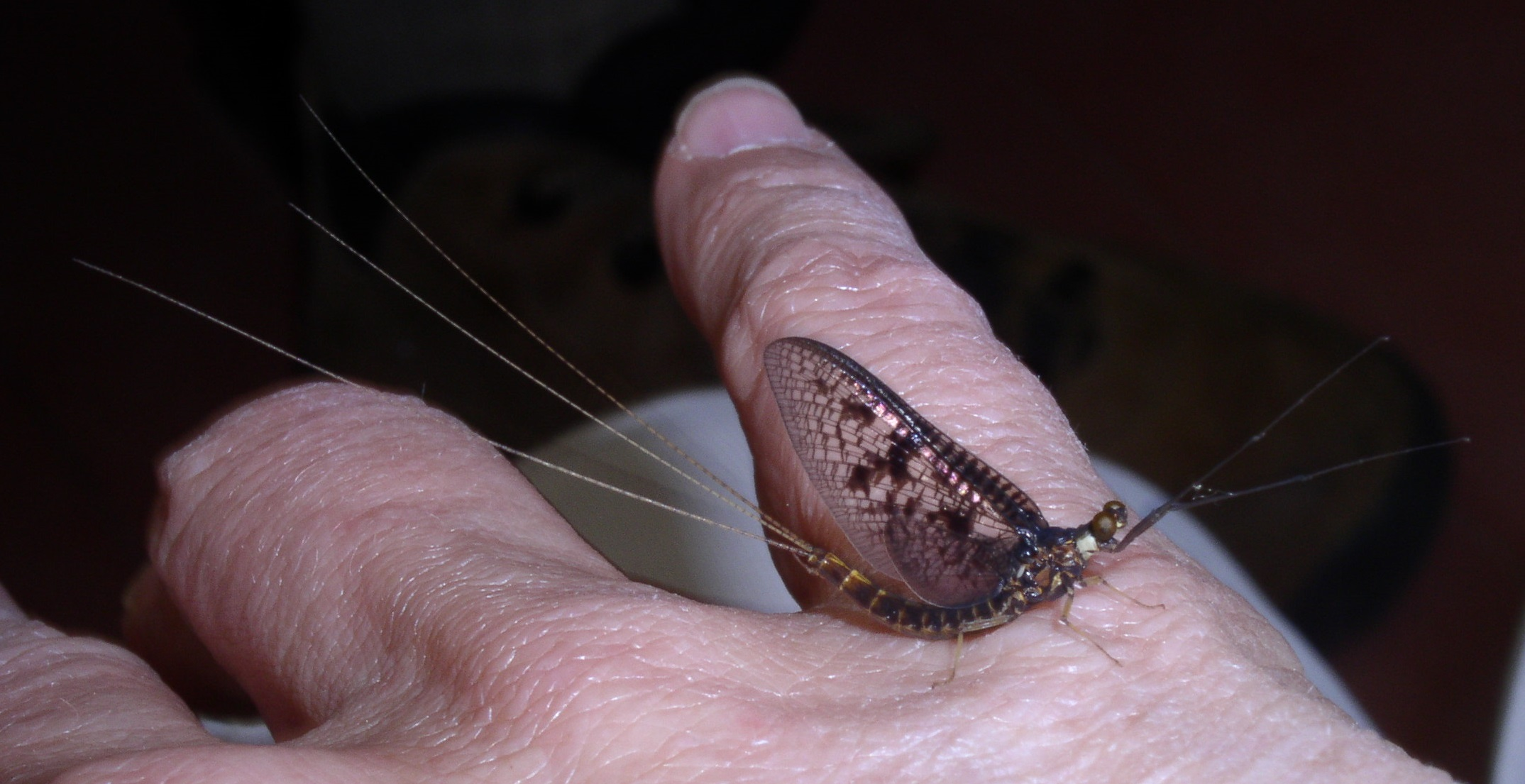
Ephemera simulans mâle.

- Baetoidea Leach, 1815
- Ephemeroidea Latreille, 1810
- Heptagenioidea Needham, 1901
- Leptophlebioidea Banks, 1900